# Otopharynx spelaeotes
Otopharynx spelaeotes är en fiskart som beskrevs av Cleaver, Konings och Stauffer 2009. Otopharynx spelaeotes ingår i släktet Otopharynx och familjen Cichlidae. Inga underarter finns listade i Catalogue of Life.